# سرويات
السرويات (الاسم العلمي: Cupressales) هي رتبة من النباتات تتبع طائفة الصنوبرانية من شعبة حقيقيات الأوراق.

## فصائل
- السروية
- الطقسوسية
- الكويماكية